# فرودگاه و پارک پروازی اووک همک
فرودگاه و پارک پروازی اووک همک (به انگلیسی: Oak Hammock Air Park Airport) یک فرودگاه همگانی است که یک باند فرود چمن دارد و طول باند آن ۷۹۲ متر است. این فرودگاه در کشور کانادا قرار دارد و در ارتفاع ۲۳۰ متری از سطح دریا واقع شده‌است.